# سبو بازیک
سبو بازیک  بازیکن فوتبال بازنشسته در پست مدافع (فوتبال) ارمنی‌تبار اهل ایران بود که در جام تخت جمشید بازی کرد.

## باشگاهی
از باشگاه‌هایی که در توپ زده‌است می‌توان آرارات تهران و شهباز را اشاره کرد.